# Войвож (приток Палью)
Войвож (устар. Вой-Вож; в верховье также Палья) — река в России, течёт по территории Троицко-Печорского района Республики Коми. Устье реки находится в 42 км по правому берегу реки Палью, на высоте 111 м над уровнем моря. Длина реки составляет 57 км.

## Притоки
По порядку от устья:
- 12 км: Ерманъёль[укр.] (пр)
- Педеваськаёль (лв)
- Манакъёль (пр)
- 24 км: Гриша-Ёль[укр.] (пр)
- 29 км: Седопоньёль[вд] (пр)
- Лунъвожъёль (лв)

## Данные водного реестра
По данным государственного водного реестра России относится к Двинско-Печорскому бассейновому округу, водохозяйственный участок реки — Печора от истока до водомерного поста у посёлка Шердино, речной подбассейн реки — Бассейны притоков Печоры до впадения Усы. Речной бассейн реки — Печора.
Код нижнего течения (совместный с Седопоньёлем) в государственном водном реестре — 03050100112103000059591, код верхнего течения — 03050100112103000059607.